# Parafia św. Mateusza w Pułtusku
Parafia pw. Świętego Mateusza w Pułtusku – parafia należąca do dekanatu pułtuskiego, diecezji płockiej, metropolii warszawskiej.
Została erygowana pod koniec XI wieku. Budowa świątyni kolegiackiej prawdopodobnie rozpoczęła się w 1443 r. i trwała do 1448.
Proboszczem jest ks. kan. mgr Jarosław Arbat.

## Zasięg parafii

### Miejscowości i ulice
W granicach parafii znajduje się centrum Pułtuska.